# Leuctres
Leuctres, parfois orthographiée Leuctra ou Léfktra (en grec moderne : Λεύκτρα), est une ville située en Béotie, au sud-ouest de Thèbes, en Grèce.

## Histoire antique
Leuctres, appartenant au territoire de la cité de Thespies, est située à proximité des flancs nord du mont Cithéron. La localité est célèbre pour la victoire remportée, le 6 juillet 371 av. J.-C., par les Thébains, sous les ordres d’Épaminondas et de Pélopidas, sur les Spartiates. Cléombrote II, roi de Sparte, y fut tué, et Lacédémone y perdit l'hégémonie qu’elle exerçait sur la Grèce au profit de Thèbes.

## La ville moderne
Jusqu'en 1915, le nom du village était Parapoúngia (Παραπούγγια). Selon le recensement de la population de 2011, la ville compte 1 019 habitants. Depuis la réforme administrative de 2011, Leuctres forme, avec le village de Paralía Livadóstras (el) sur la rive septentrionale du golfe de Corinthe, une communauté locale du district municipal de Platées, au sein du dème des Thébains.